# Isla de Grand Manan
La isla de Grand Manan es una isla canadiense,  la más grande de las Islas Fundy en la Bahía de Fundy. También es la isla principal del archipiélago de Grand Manan, asentada en el límite entre la bahía de Fundy y el Golfo de Maine en la costa atlántica. Grand Manan es jurisdiccionalmente parte del condado de Charlotte en la provincia de Nuevo Brunswick. A partir de 2006, la isla tenía una población de 2.460 habitantes.
- Datos: Q16580055